# Phare de Foula
Le phare de Foula, en viking : Fugl-oy (île aux oiseaux) est un phare situé sur l'île de Foula, une île isolée à environ 40 km à l'ouest des îles de l'archipel des Shetland en Écosse.
Ce phare est géré par le Northern Lighthouse Board (NLB) à Édimbourg,l'organisation de l'aide maritime des côtes de l'Écosse.

## Le phare
Ce phare moderne est une tour cylindrique métallique de 8 m de haut érigé en 1986, avec galerie et lanterne. La construction est peinte en blanc et est alimentée, depuis 2000, par des panneaux solaires. Le phare émet, à 36 m au-dessus du niveau de la mer, trois flashs blancs toutes les 15 secondes. Ce phare est placé à l'extrême sud de l'île qui est accessible par le ferry puis par un sentier de randonnée.
Identifiant : ARLHS : SCO-085 - Amirauté : A3860 - NGA : 3562.

### Lien connexe
- Liste des phares en Écosse
- Foula